# Newbattle
Newbattle är en ort i Storbritannien.   Den ligger i kommunen Midlothian och riksdelen Skottland, i den centrala delen av landet, 500 km norr om huvudstaden London. Newbattle ligger 74 meter över havet och antalet invånare är 681.
Terrängen runt Newbattle är platt åt nordost, men åt sydväst är den kuperad. Runt Newbattle är det tätbefolkat, med 636 invånare per kvadratkilometer. Närmaste större samhälle är Edinburgh, 10,8 km nordväst om Newbattle. Runt Newbattle är det i huvudsak tätbebyggt.